# Global Information Grid

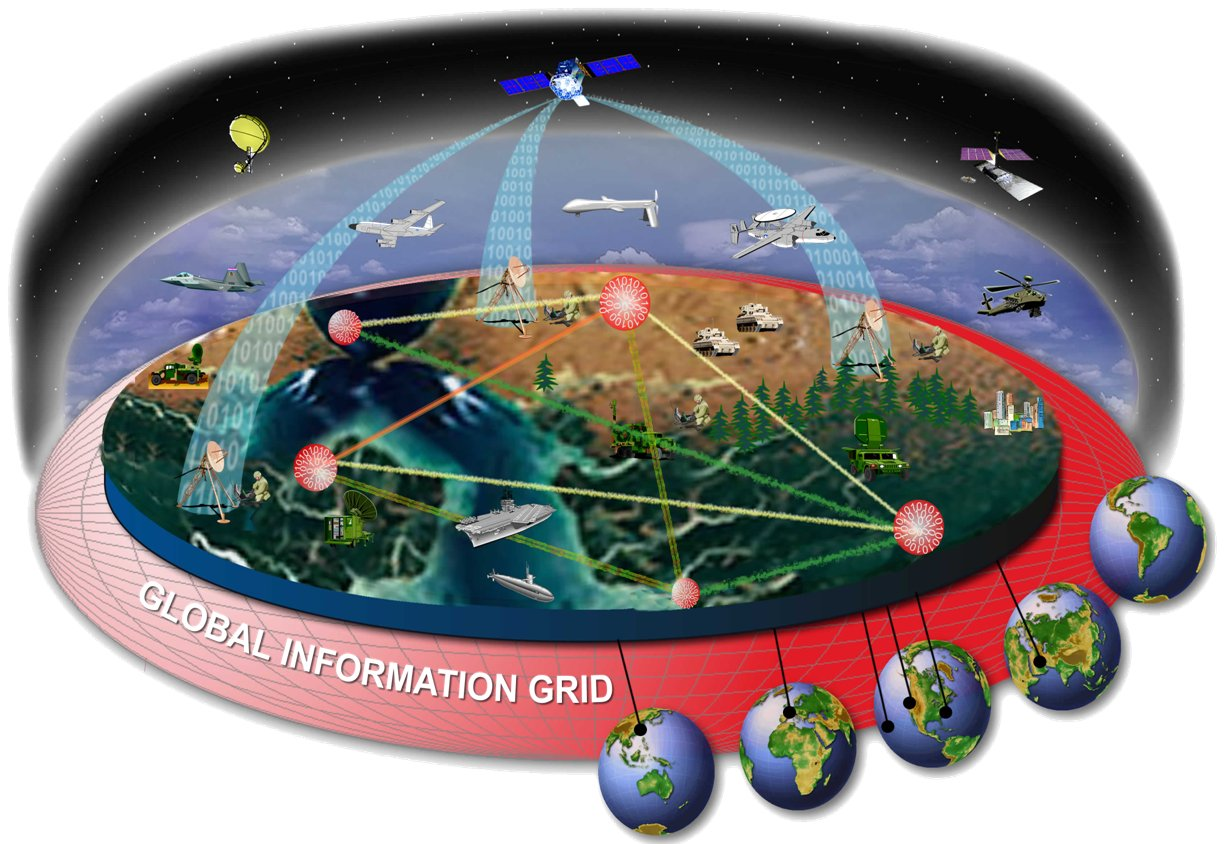
Global Information Grid

Global Information Grid (prescurtat GIG, în română: "Rețeaua informațională globală") este un set global, interconectat (de la terminal la terminal) de "capabilități informaționale, procese asociate și personal pentru colectarea, procesarea, stocarea și managementul informațiilor" (C4ISR) la cerere pentru forțele armate, politicieni și personal auxiliar. 
GIG include toate "sistemele de comunicații și calcul, servicii, software, date de sistem, servicii de securitate și alte servicii asociate" aflate în proprietate sau închiriate de către Ministerul Apărării al SUA, care sunt necesare cu scopul de a obține superioritate informațională pentru forțele armate ale SUA.
Conceptul a fost prezentat oficial de către Chief Information Officer al Pentagonului la data de 22 septembrie 1999 și a devenit parte integrantă a politicii Pentagonului la 19 septembrie 2002.
Deși obiectivul ambițios al GIG nu a fost realizat încă decât într-o formă embrionară, comunicațiile între soldați realizate cu sprijinul computerelor pe câmpul de luptă au fost un succes, cel mai recent în timpul Celui De-al Treilea Război din Golful Persic.
Această rețea a fost introdusă pentru a face posibilă aplicarea noii doctrine militare numită "Război bazat pe rețele".

## GIG în ficțiune
Vezi Skynet